# Erannis grisearia
Erannis grisearia là một loài bướm đêm trong họ Geometridae.